# Вулиця Лисенка (Київ)
Ву́лиця Ли́сенка — вулиця у Шевченківському районі міста Києва, місцевості Афанасівський яр, Старий Київ. Пролягає від вулиці Ярославів Вал до вулиці Богдана Хмельницького.
Прилучається Золотоворітський проїзд. Від середини 1940-х років до 1982 року вулиця Лисенка сполучалася сходами з Театральною площею.

## Історія
Вулиця виникла у 50-х роках XIX століття, мала назву Театральна (від Міського театру, збудованого тут 1856 року; тепер на його місці — споруда Національної опери України).
Сучасна назва, на честь українського композитора, піаніста, диригента, педагога, збирача пісенного фольклору, громадського діяча Миколи Лисенка — з 1927 року (назву підтверджено 1944 року).

## Персоналії
У будинку № 1 мешкав Остап Вишня. У будинку № 6 розташоване Управління Південно-Західної залізниці, де працювали такі діячі як К. С. Немішаєв, Г. М. Кржижановський, П. Ф. Кривонос, Г. М. Кірпа та інші.

## Установи та заклади
- Будівля Управління Південно-Західної залізниці (буд. № 6)